# Awargol, Hukeri
Awargol là một làng thuộc tehsil Hukeri, huyện Belgaum, bang Karnataka, Ấn Độ.